# Heteropterys oberdanii
Heteropterys oberdanii é uma espécie de planta do gênero Heteropterys e da família Malpighiaceae.

## Taxonomia
A espécie foi descrita em 2003 por André M. Amorim.

## Forma de vida
É uma espécie terrícola e trepadeira.

## Descrição
Heteropterys oberdanii é muito semelhante a Heteropterys imperata e Heteropterys nordestina. No entanto, Heteropterys oberdanii difere-se destas por apresentar pecíolo de entre 6 a 17 milímetros de comprimento, lâmina foliar com com cerca de 10 centímetros de comprimento, as laminas foliares com as faces glabrescentes, pedicelos entre 3,5 a 6 milímetros de comprimento e samarídeos róseos.
| Caule                                                                                    | Caule                                                                                                  |
| ---------------------------------------------------------------------------------------- | --- |
| ramo presença de folha e indumento                                                       | frondoso/glabro/glabrescente                                                                           |
| Folha                                                                                    | |
| filotaxia e postura da lâmina                                                            | oposta                                                                                                 |
| pecíolo indumento e glândula                                                             | glabrescente/seríceo/glanduloso na base                                                                |
| forma, consistência e cor da lâmina                                                      | cartácea/oval/lanceolada/oblonga/orbicular/oboval                                                      |
| base da lâmina forma                                                                     | obtusa/arredondada                                                                                     |
| ápice da lâmina forma                                                                    | agudo/obtuso/retuso/apiculado                                                                          |
| face, tipo e cor do indumento na lâmina                                                  | amba às face/glabrescente                                                                              |
| presença, forma e cor de glândulas na lâmina                                             | impressa/marginal                                                                                      |
| margem da lâmina                                                                         | plana                                                                                                  |
| arquitetura da lâmina                                                                    | plana                                                                                                  |
| Inflorescência                                                                           | |
| postura da inflorescência                                                                | ereta                                                                                                  |
| bráctea bractéola forma e e glândula                                                     | persistente/oval                                                                                       |
| desenvolvimento do pedicelo                                                              | séssil                                                                                                 |
| Flor                                                                                     | |
| postura, glândula e indumento da sépala                                                  | com ápice plano/somente anterior eglandulosa/todo glandulosa/glândula não decurrente/pilosa/ferrugínea |
| tamanho, postura, carena, aromaticidade, unguículo, consistência, cor e margem da pétala | patente/ereta/carenada/unguiculada/crassa/amarela/com margem/glandulosa/inteira                        |
| postura e indumento da antera                                                            | ereta/ressupinada/glabra                                                                               |
| tamanho, postura, indumento e ápice do estilete                                          | arqueado na base/reto/glabro/piloso na base/com ápice/apiculado                                        |
| Fruto                                                                                    | |
| tamanho, ornamentação e ala lateral do núcleo seminífero                                 | liso                                                                                                   |

## Conservação
A espécie faz parte da Lista Vermelha das espécies ameaçadas do estado do Espírito Santo, no sudeste do Brasil. A lista foi publicada em 13 de junho de 2005 por intermédio do decreto estadual nº 1.499-R.

## Distribuição
A espécie é encontrada nos estados brasileiros de Bahia e Espírito Santo.
Em termos ecológicos, é encontrada no domínio fitogeográfico de Mata Atlântica, em regiões com vegetação de floresta ombrófila pluvial.